# さいたま市立馬宮東小学校
さいたま市立馬宮東小学校（さいたましりつまみやひがししょうがっこう）は、埼玉県さいたま市西区にある日本の公立小学校。

## 沿革
- 1873年（明治6年）6月 - 西遊馬村、二ツ宮村、土屋村の三村組合にて高城寺の一部を仮校舎として小学校を創設、遊馬学校と名づける。
- 1886年（明治19年）3月 - 大字飯田新田の興文学校（現在のさいたま市立馬宮西小学校）と合併して、同所を分教場とする。
- 1892年（明治25年）12月 - 元興文学校を分離して第一馬宮尋常小学校と改称する。
- 1902年（明治35年）4月 - 現在地に校舎を新築し、高等科を併置（4月15日落成式、その日を開校記念日とする）
- 1941年（昭和16年）4月 - 馬宮東国民学校と改称する。
- 1947年（昭和22年）4月 - 馬宮東小学校と改称する。
- 1955年（昭和30年）1月 - 馬宮村が大宮市に編入され、大宮市立馬宮東小学校と改称する。
- 1961年（昭和36年）9月 - 校章を改制し、校旗・校歌を制定する。
- 1973年（昭和48年）4月 - 馬宮東小学校から栄小学校が分離し、馬宮東小学校の一部を使用して開校する。11月に移転。
- 2001年（平成13年）5月 - 大宮・浦和・与野の3市合併に伴い、さいたま市立馬宮東小学校と改称する。

## 交通
西武バス 馬宮コミュニティセンター前から徒歩3分